# Biniew (gromada)
Biniew – dawna gromada, czyli najmniejsza jednostka podziału terytorialnego Polskiej Rzeczypospolitej Ludowej w latach 1954–1972.
Gromady, z gromadzkimi radami narodowymi (GRN) jako organami władzy najniższego stopnia na wsi, funkcjonowały od reformy reorganizującej administrację wiejską przeprowadzonej jesienią 1954 do momentu ich zniesienia z dniem 1 stycznia 1973, tym samym wypierając organizację gminną w latach 1954–1972.
Gromadę Biniew z siedzibą GRN w Biniewie utworzono – jako jedną z 8759 gromad na obszarze Polski – w powiecie ostrowskim w woj. poznańskim, na mocy uchwały nr 32/54 WRN w Poznaniu z dnia 5 października 1954. W skład jednostki weszły obszary dotychczasowych gromad Będzieszyn, Biniew i Górzno ze zniesionej gminy Sobótka oraz obszar dotychczasowej gromady Szczury ze zniesionej gminy Czekanów w tymże powiecie. Dla gromady ustalono 13 członków gromadzkiej rady narodowej.
1 stycznia 1962 do gromady Biniew włączono obszary zniesionych gromad Grudzielec Nowy i Sobótka w tymże powiecie.
31 grudnia 1971 do gromady Biniew włączono miejscowości Gałązki Małe i Gałązki Wielkie ze zniesionej gromady Kotowiecko w tymże powiecie.
Gromada przetrwała do końca 1972 roku, czyli do kolejnej reformy gminnej.